# Calayan
Calayan est l'île principale (186 km2) de l'archipel Babuyan, en mer de Chine méridionale. C'est une municipalité de la province de Cagayan, aux Philippines.

## Barangays

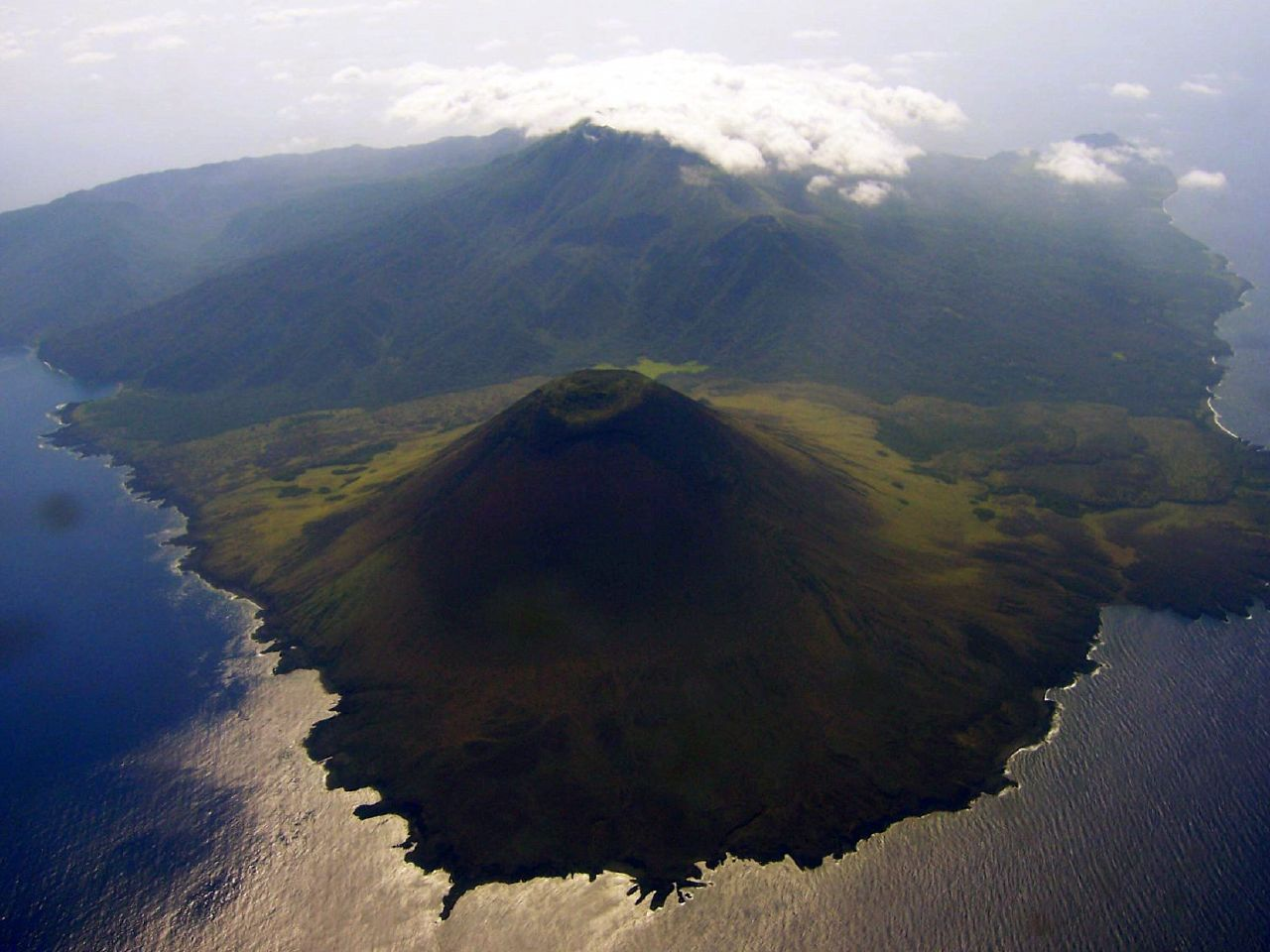
Volcan Smith sur l'île Babuyan

Calayan compte 12 barangays.
- Cabudadan
- Balatubat
- Dadao
- Dibay
- Dilam
- Magsidel
- Naguilian
- Poblacion/Centro I
- Babuyan Claro
- Centro II
- Dalupiri
- Minabel